# Cathédrale Saint-Vladimir de Chersonèse
Cette  cathédrale n’est pas la seule cathédrale Saint-Vladimir.
La cathédrale Saint-Vladimir est une cathédrale orthodoxe située à Cherson de Tauride, faisant aujourd'hui partie de l'agglomération de Sébastopol dans le quartier Gagarine.

## Histoire
D'après la tradition ecclésiale orthodoxe, l'apôtre André aurait évangélisé lui-même les pourtours de la mer Noire, et le baptême de saint Vladimir, acte fondateur de la christianisation de la Rus' de Kiev, eut lieu en 988 à Cherson en Tauride. La Chronique des temps passés du moine Nestor rapporte qu'il existait sur les lieux une église que l'on reconstruisit. Mais des siècles de domination mongole, tatare et turque n'avaient laissé de ces édifices que quelques ruines au ras du sol.
Après la conquête de la Crimée par les Russes, c'est en 1825 que l'idée se répandit en Russie de faire construire une église à l'emplacement probable du baptême du prince de Kiev. L'amiral Alexis Graig, commandant de la marine impériale russe en mer Noire, fait démarrer des fouilles archéologiques sur les lieux. On y trouve en effet des ruines datant de la période byzantine et de la principauté de Théodoros, parmi lesquelles des fondations d'églises, dont une qui se trouvait, comme le rapportait la Chronique, au milieu de la place du marché de la ville de Kalamita (ancienne Cherson, actuel quartier Gagarine). Était-ce la basilique même où eut lieu le baptême ? Il fut décidé que oui : une communauté religieuse s'y installa en 1850 et, le 23 août 1861, l'on bénit solennellement la première pierre, en présence de l'empereur Alexandre II de Russie et de la tsarine Marie.
David Grimm, professeur à l'Académie impériale des beaux-arts, est l'auteur du projet architectural, nouveau à l'époque, qui suit la mode de l'architecture néo-byzantine en Russie impériale. Les difficultés de financement allongent les délais des travaux. L'extérieur de l'église est achevé en 1876, grâce à M. Arnold, architecte du génie. C'est alors l'une des églises les plus grandes de l'Empire, puisqu'elle mesure 36 m de hauteur sur 1 726 m2, avec une coupole de 10,5 m de diamètre.
Les travaux de réalisation de l'intérieur ne débutent qu'à la veille de la célébration des fêtes du baptême de la Russie en 1888. Seule l'église inférieure vouée à la Nativité de la Vierge est prête. Nicolas Tchaguine dirige les travaux et fait appel à des maîtres renommés. La cathédrale est finalement consacrée le 17 octobre 1891, mais ne sera définitivement terminée qu'en 1894.
Comme beaucoup d'autres églises de l'époque impériale, la cathédrale, pillée et désaffectée, subit de graves dommages pendant la période soviétique et pendant la seconde guerre mondiale. Après la dislocation de l'URSS, des travaux de restauration furent entrepris à la fin des années 1990. L'autel principal a été consacré le 3 avril 2004.

## Galerie

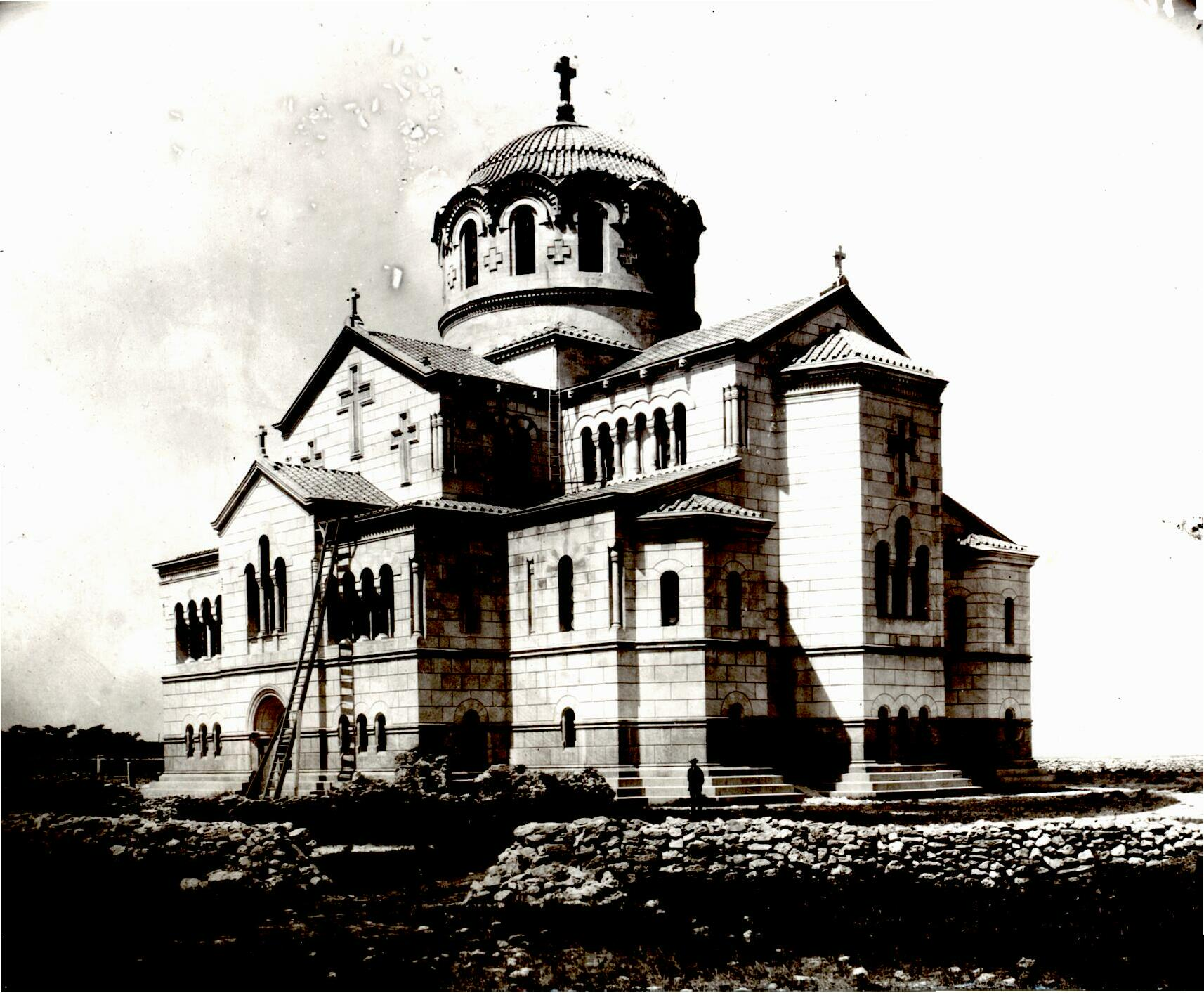
La cathédrale en 1880.
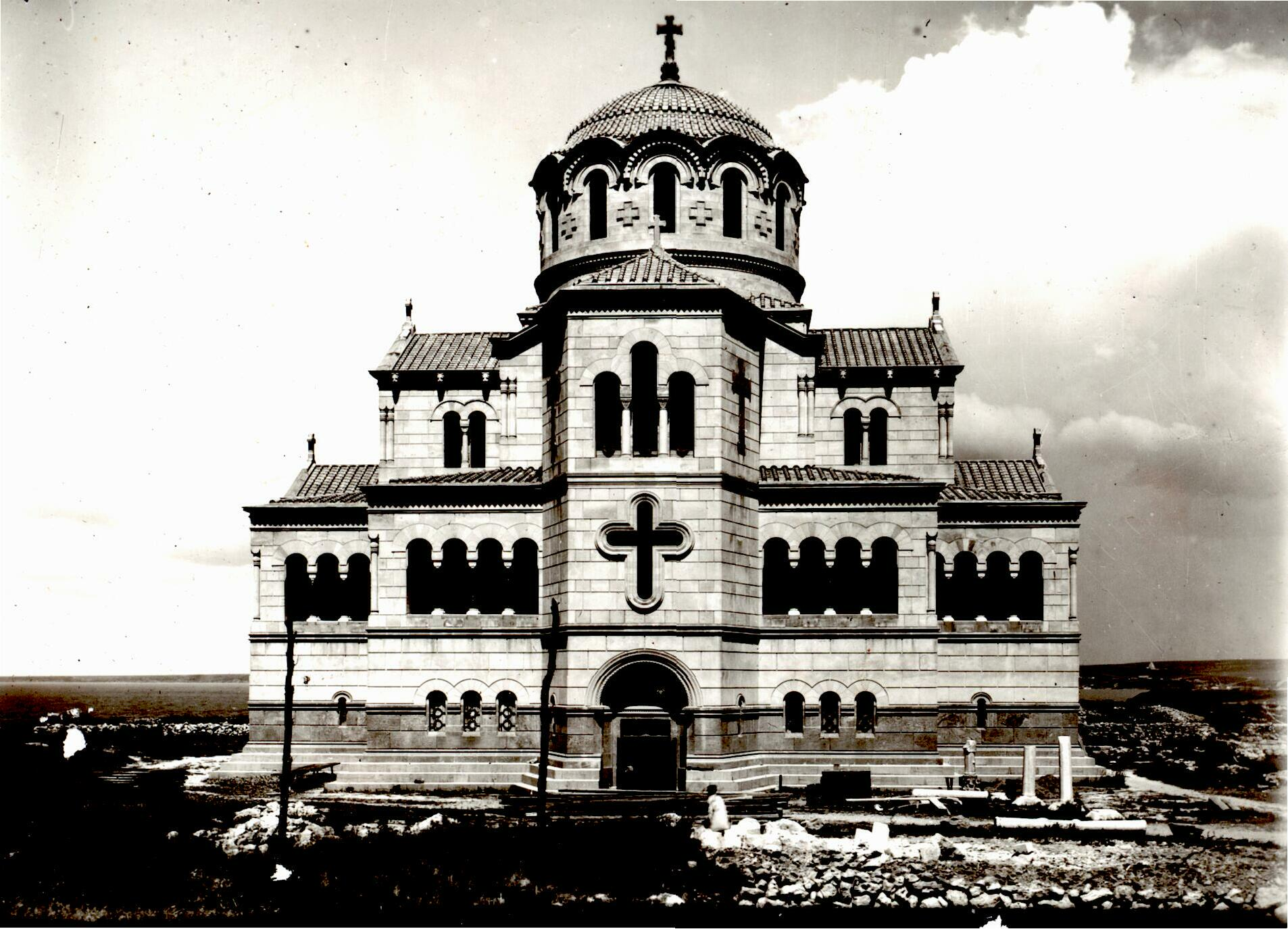
La façade en 1880.
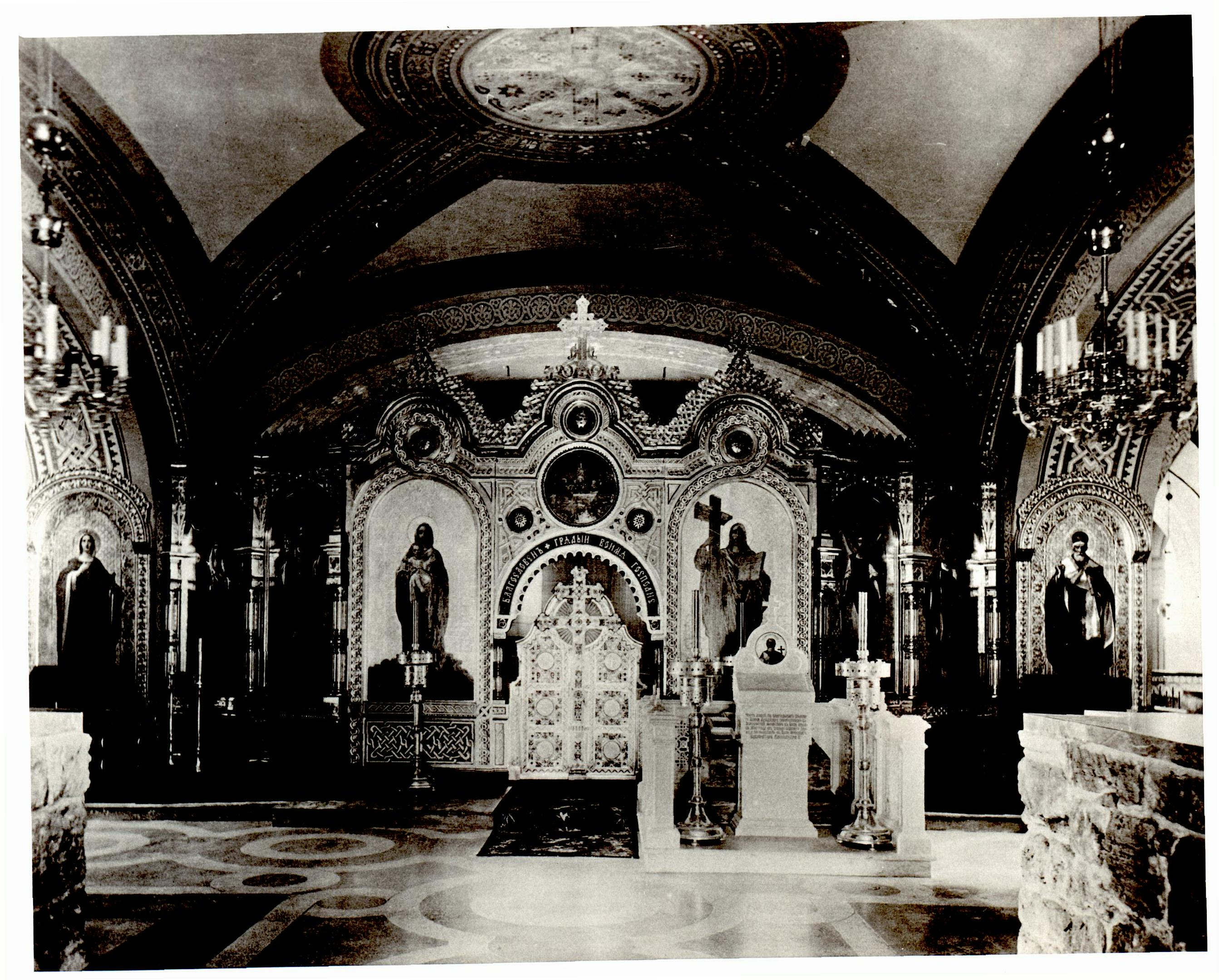
L'église inférieure en 1880.
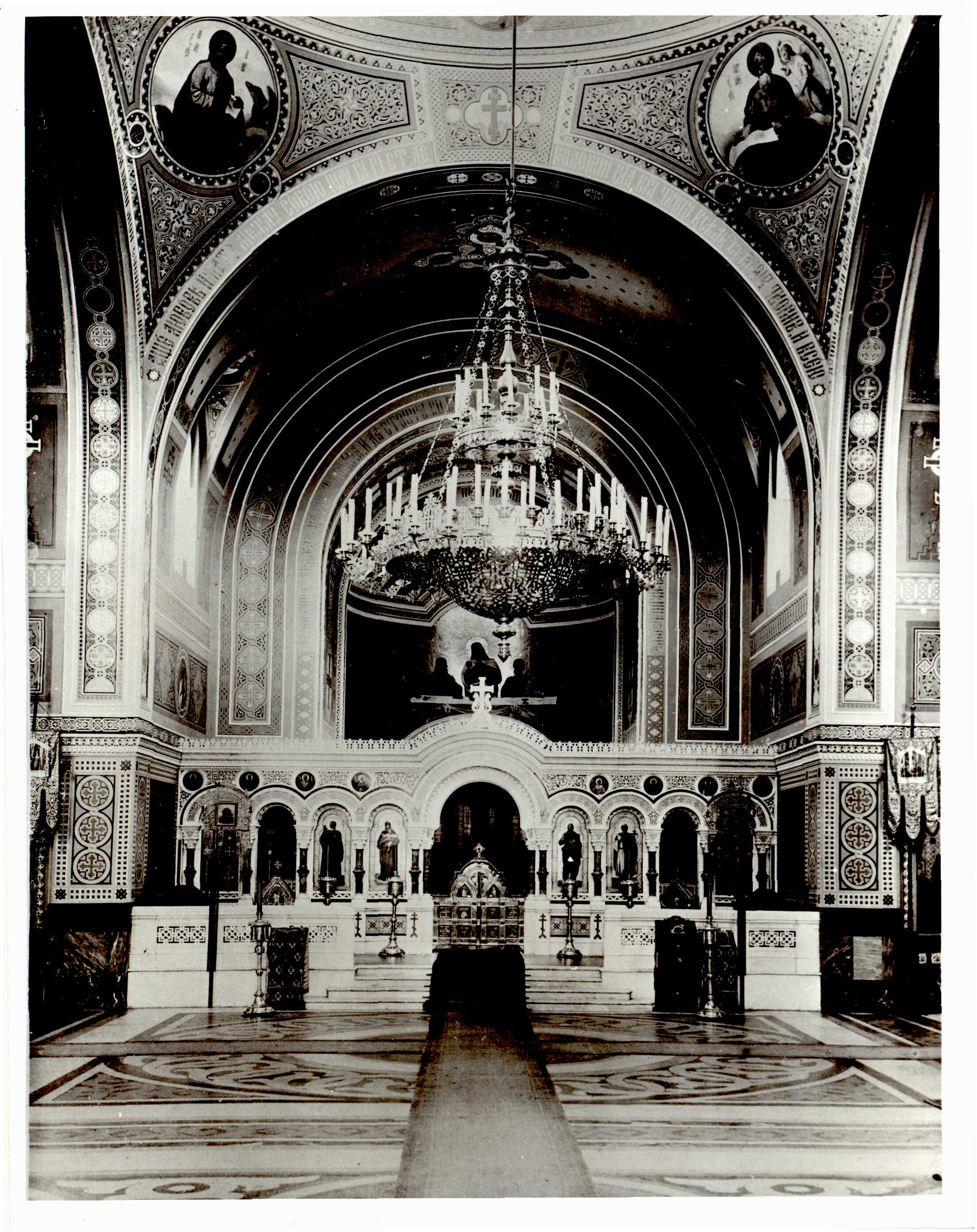
L'église supérieure en 1880.
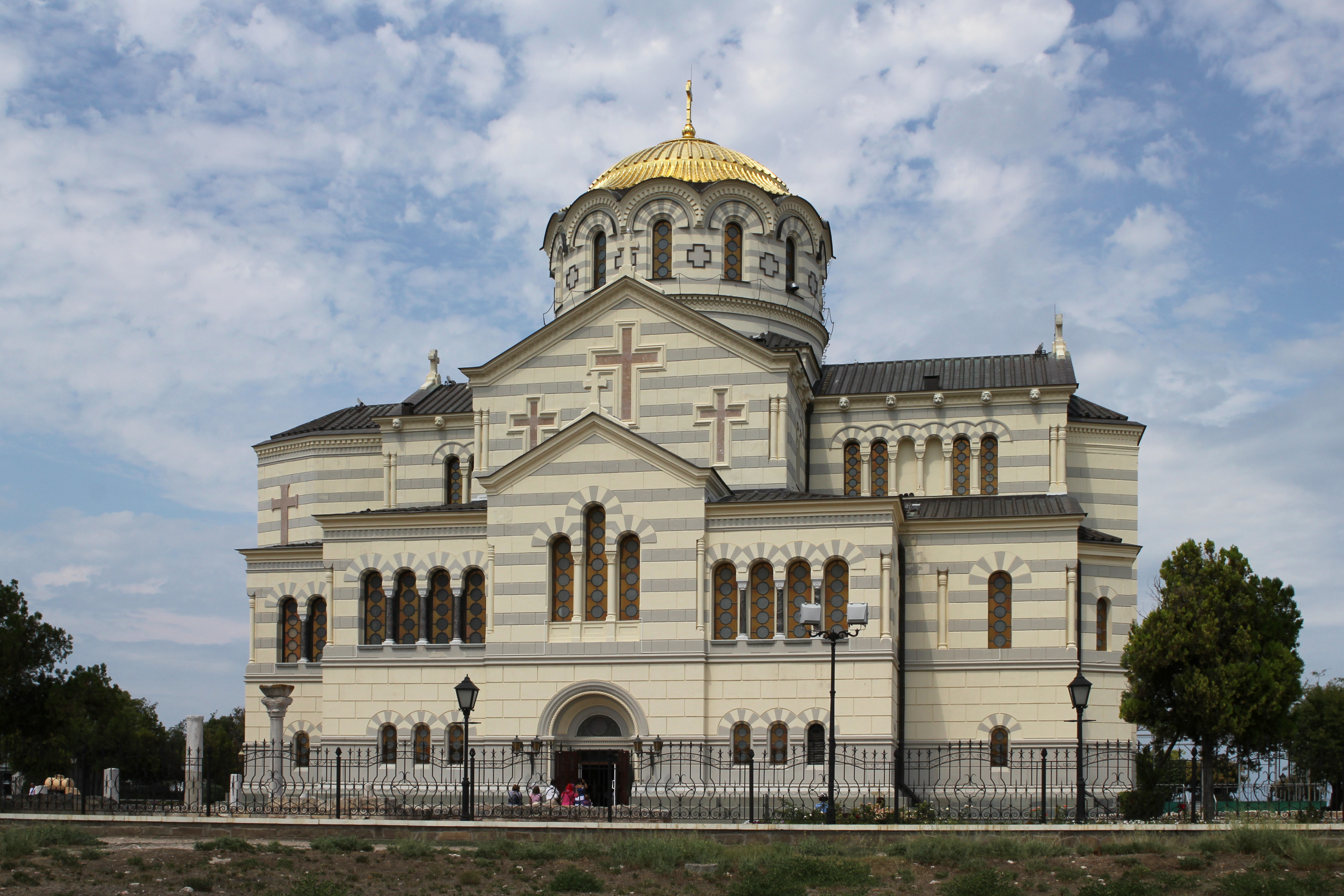
L'église restaurée, en 2006.
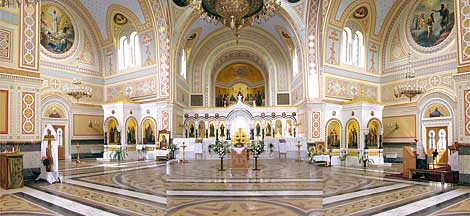
Intérieur actuel de l'église supérieure.
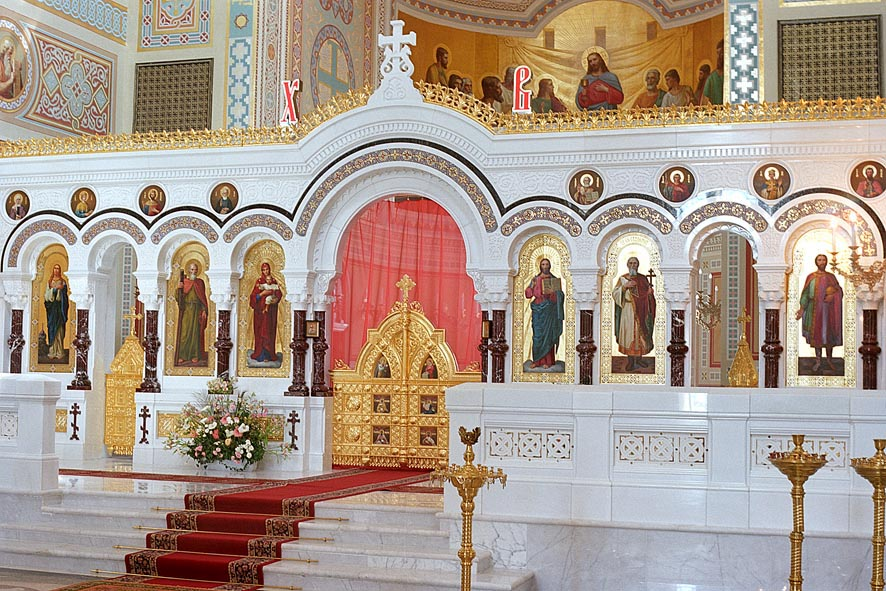
Vue de l'iconostase de l'église supérieure.

## Sources
- (ru) Cet article est partiellement ou en totalité issu de l’article de Wikipédia en russe intitulé « Владимирский собор (Херсонес Таврический) » (voir la liste des auteurs).